# Olympique Lyonnais 1961-1962
Questa voce raccoglie le informazioni riguardanti l'Olympique Lyonnais nelle competizioni ufficiali della stagione 1961-1962.

## Maglie
La banda rossa e blu sulla maglia viene modificata, divenendo orizzontale e con i colori invertiti.
| Manica sinistra · Maglietta · Maglietta · Manica destra · Pantaloncini · Calzettoni |

## Rosa
| N. |                    | Ruolo | Calciatore       |
| -- | ------------------ | ----- | ---------------- |
|    | Francia (bandiera) | P     | Marcel Aubour    |
|    | Francia (bandiera) | P     | Pascal Beetschen |
|    | Francia (bandiera) | P     | Claude Hugues    |
|    | Francia (bandiera) | P     | Jean Sabathier   |
|    | Francia (bandiera) | D     | Jean Camilla     |
|    | Francia (bandiera) | D     | Lucien Degeorges |
|    | Francia (bandiera) | D     | Jean Djorkaeff   |
|    | Francia (bandiera) | D     | Roger Duffez     |
|    | Francia (bandiera) | D     | Raymond Gardon   |
|    | Francia (bandiera) | D     | Aimé Mignot      |
|    | Francia (bandiera) | D     | Thadée Polak     |
|    | Spagna (bandiera)  | D     | Jaime Solas      |

| N. |                    | Ruolo | Calciatore         |
| -- | ------------------ | ----- | ------------------ |
|    | Francia (bandiera) | D     | Alexandre Viala    |
|    | Francia (bandiera) | C     | Michel Bossy       |
|    | Francia (bandiera) | C     | Guy Hatchi         |
|    | Francia (bandiera) | C     | Marcel Le Borgne   |
|    | Francia (bandiera) | C     | Jean-Louis Rivoire |
|    | Francia (bandiera) | C     | Robert Salen       |
|    | Francia (bandiera) | A     | Nestor Combin      |
|    | Francia (bandiera) | A     | Fleury Di Nallo    |
|    | Francia (bandiera) | A     | Lucien Gardon      |
|    | Francia (bandiera) | A     | Ángel Rambert      |
|    | Francia (bandiera) | A     | Bernard Roubaud    |